# Zoltán Zoltán
Zoltán Zoltán (Árapatak, 1935. október 3. – Budakeszi, 2017. január 8.) közgazdász.  A földrajztudományok kandidátusa, címzetes egyetemi tanár, a Budapesti Unitárius Egyházközség presbitere, az Unitárius Élet főszerkesztője 2003–2005 között.

## Életútja
1935. október 3-án született a székelyföldi Árapatakon, Zoltán László és Simó Margit egyetlen gyermekeként. Gyermekéveit Erdélyben töltötte. 1945-ben szüleivel Budapestre települtek át. Az érettségit követően a Közgazdaságtudományi Egyetemen folytatta tanulmányait. 1957-ben szerezte közgazdász diplomáját. 1959-ben a Ceglédi Vendéglátó Vállalatnál kezdett el dolgozni. Cegléd és az Alföld kutatója is lett. Számtalan cikk, publikáció és több könyv tanúskodik arról, hogy Cegléd és az Alföld több volt számára, mint lakóhely.
1962-ben megszerezte doktorátusi fokozatát és a Budapesti Közgazdaságtudományi Egyetemen a Gazdaságföldrajz Tanszék adjunktusa lett. Ennek következtében családjával 1973-ban Budapestre költözött. 1972-től 1980-ig oktatott a Budapesti Közgazdaságtudományi Egyetemen. Ez azonban szerény jövedelmet biztosított öttagú családjának, ezért vállalati vezetőként folytatta munkáját, előbb a Fehér Akác Termelőszövetkezet, majd az UVATERV Út- és Vasúttervező Vállalatnál gazdasági igazgatóként. 1985-ben létrehozta a NOVECO Gazdasági Tanácsadó Irodát.
Nyugdíjazása után 1998-től 2000-ig a Gábor Dénes Főiskolán tanított, majd 2000-től 2010-ig a Nyugat-Magyarországi Egyetemen oktatott közgazdasági tárgyakat. Tudományos alkotói munkája során több mint 500 cikket, tanulmányt és tíz könyvet írt. Oktatói, tudományos kutatói és publicisztikai munkájáért magas állami elismerésben részesült, 2006-ban megkapta a Magyar Köztársasági Érdemrend Lovagkeresztje kitüntetést.
Nyugdíjas évei alatt szeretett egyháza, a Magyarországi Unitárius Egyház munkájába is bekapcsolódott. Presbitere volt a Budapesti Unitárius Egyházközségnek és éveken át szerkesztője az Unitárius Életnek.
2017. január 8-án hunyt el. Búcsúztatására 2017. január 20-án került sor a Budakeszi temetőben.

## Fontosabb tudományos munkái
- A dinamikus gazdaságföldrajz elmélete (Tankönyvkiadó, 1984)[7][8]

- Az infrastruktúra térbeli rendszerei és területi hatásmechanizmusa (Akadémiai Kiadó, 1979)[9][10]

- A dinamikus nagyváros. Budapest a posztindusztriális fejlődési szakasz kezdetén (Magvető, 1981)[11]

- Bizakodó Alföld I-II. kötet. Alföldkutatási tanulmányok (FORRÁS Könyvek)[12]
- Település-gazdaságtan (Tankönyvkiadó, 1978)